# 王扶之
王扶之（1923年9月24日—），别名王硕，陕西省子洲县三眼泉楼砭傅家新庄人，中国人民解放军少将。

## 经历
1935年，参加中国工农红军，任红十五军团第七十八师测绘员。抗日战争时期，先后任八路军115师344旅587团测绘股长，新四军第三师八旅二十二团通信参谋。
后任东北民主联军第二纵队五师司令部作战科科长，东北野战军第二纵队5师14团副团长。1949年任第四野战军39军115师343团团长。
中华人民共和国成立后，率部参加朝鲜战争，担任115师副师长、师长。
1954年起任39军参谋长、副军长兼参谋长。后升任总参谋部作战部副部长，1971年1月任作战部部长。
1975年，任山西省军区司令员。1980年，任乌鲁木齐军区副司令员。1964年晋升为中国人民解放军少将。
1977年、1982年分别在中国共产党第十一、十二次全国代表大会上当选为中央候补委员。获得三級獨立自由勛章、三級八一勛章、二級解放勛章。
在2024年4月2日张力雄因病去世后，王扶之成为1614名开国将帅中唯一在世的一位。